# Лінійка Енея
Лінійка Енея — оригінальний шифр заміни, ґрунтований на ідеї Енея. Один з перших дійсно криптографічних інструментів, використовуваний в передачі повідомлень, які мали особливу важливість і не мали бути прочитані сторонніми людьми.
Спочатку Енеєм використовувався диск для захисту інформації від сторонніх, але незабаром він удосконалив його і впровадив лінійку.
У криптографії лінійка Енея була пристроєм, що має отвори, кількість яких дорівнювала кількості букв алфавіту. Кожен отвір позначався своєю літерою; літери по отворах розташовувалися в довільному порядку. До лінійки було приєднано котушку з намотаною на неї ниткою. Поряд з котушкою був проріз.

## Шифрування
При шифруванні нитка протягалася через проріз, а потім через отвір, що відповідає першій букві шифрованого тексту, при цьому на нитці зав'язувався вузлик в місці проходження її через отвір; потім нитка поверталася в проріз і аналогічно зашифровувалася друга буква тексту і т. д. Після закінчення шифрування нитка витягалася і передавалася одержувачеві повідомлення.

## Дешифрування
Одержувач маючи ідентичну лінійку, протягав нитку через проріз до отворів, визначуваних вузлами, і відновлював початковий текст по літерах отворів. Цей пристрій дістав назву «Лінійка Енея». Такий шифр є одним з прикладів шифру заміни: коли літери замінюються на відстані між вузликами з урахуванням проходження через проріз.
Ключем шифру був порядок розташування літер по отворах в лінійці. Сторонній, що отримав нитку (навіть маючи лінійку, але без нанесених на ній літер), не зможе прочитати передаване повідомлення.

## Історія
Винахід цієї техніки приписується Енею Тактику, полководцеві IV століття до н. е. Так само Енеєм був створений Книжковий шифр.

## Інша інформація
Схожий метод шифрування використовували індіанці Центральної Америки у своєму вузликовому письмі. Свої повідомлення вони також передавали у вигляді нитки, на якій зав'язувалися різноколірні вузлики, що визначали зміст повідомлення.